# Imhudén
Imhudén (en árabe: امحوتن‎, en francés: Imehoutène) es una localidad marroquí perteneciente al municipio de Tasaguín, en la región Oriental. Desde 1912 hasta 1956 perteneció a la zona norte del Protectorado español de Marruecos.